# Bem-te-vi-da-copa
Caça-moscas-de-garganta-amarela ou bem-te-vi-da-copa (Conopias parvus) é uma espécie de ave da família Tyrannidae.
Pode ser encontrada nos seguintes países: Bolívia, Brasil, Colômbia, Equador, Guiana Francesa, Guiana, Peru, Suriname e Venezuela.
Os seus habitats naturais são: florestas subtropicais ou tropicais húmidas de baixa altitude.